# Куселяровские сернистые источники
Куселяровские серные (сероводородные) источники — памятник природы (с 1965 года) в Башкортостане, Салаватский район.
Куселяровские источники входят в группу Куткантауских источников, относятся к типу теплых родников (18,0-20,0 °C). Минерализация менее 1 г/л, содержит значительное количество сероводорода. Вода источников содержит также углеводороды, азот, аргон, гелий. Источники имеют научное и оздоровительное значение.
Расположены к северу от села Куселярово, в излучине на другом берегу реки Юрюзань